# Vadas Jenő
Vadas Jenő, 1882-ig Vlkolinszky Jenő (Hámor, Borsod vármegye, 1857. április 2. – Budapest, 1922. július 21.) erdőmérnök, erdészeti szakíró, a magyarországi erdők főtanácsosa, a Bányászati és Erdészeti Akadémia tanára.

## Élete
Vlkolinszky János és Hermann Franciska fiaként született. Herman Ottó unokaöccse volt, nagybátyjától tanulta az erdő, a természet szeretetét. Középiskoláit Miskolcon és Selmecbányán végezte, s miután ez utóbbi helyen 1874-ben az érettségi vizsgát letette, az erdőakadémia hallgatói sorába lépett. Az erdőmérnöki tanfolyamnak elvégzése után a máramarosszigeti erdőigazgatósághoz erdőgyakornokká nevezték ki. 1880-ban tette le az erdészeti államvizsgát, 1881-ben mint I. osztályú erdőgyakornok szolgálattételre a földmívelés-, ipar- és kereskedelemügyi minisztérium erdészeti osztályába osztották be, ahol 1881 őszén központi erdészjelöltté neveztetett ki. 1882 végén az óvízi erdőgondnokságban II. osztályú erdésszé és az utóbbi helyen 1885-ben alapított erdőőri szakiskolához vezetővé, majd 1886-ban ugyanoda főerdésszé és igazgató-tanárrá nevezték ki. 1891 őszén a selmecbányai erdőakadémián az erdőtenyésztés-, védelem-, növény- és állattani tanszék ellátásával bízták meg és még ugyanazon évben az erdőakadémia rendes tanárává nevezték ki. 1894-ben erdőtanácsos lett. 1893-ban a földmívelésügyi minisztérium által a kísérleti ügy tanulmányozása végett Németországba és Svájcba s azon év őszén a magyar erdészet egyik képviselőjeként a nemzetközi erdészeti kísérleti állomások kongresszusára Bécsbe, 1895-ben az erdőakadémia és az országos erdészeti egyesület képviseletében az osztrák birodalmi erdészeti egyesület közgyűlésére Boszniába, 1897-ben pedig Stockholmba a kiállítás tanulmányozására küldetett ki. Az Országos Erdészeti Egyesület választmányi, az erdészeti államvizsga bizottmányi, az erdészeti államvizsga bizottságának kinevezett, a magyar ornithologiai központ levelező tagja, 1899. június 29-én megkapta a főerdőtanácsosi címet.
Az Erdészeti Lapok munkatársa; a Pallas Nagy Lexikonában az erdészeti cikkeket írta.
Felesége Péch Ilona volt.

## Munkái
- A tölgycsemeték neveléséről. Budapest, 1888. (Pályadíjat nyert).
- Hengertábla… (Bund Károllyal és Tavi Gáborral, Besztercebánya, 1892)
- Szervezzük a magyar erdészeti kísérletügyet. (Selmecbánya, 1893)
- A selmeczbányai m. kir. erdőakadémia története és ismertetője, 17 képpel, 1 térképpel s egy diagrammos kimutatással. Budapest, 1896. (Francziául kivonatban. Uo. 1899.).
- Állattani jegyzetek. Előadásai után összeállítva. Selmecbánya, 1897. (Rejtő Adolffal).
- Erdőműveléstan. 220 szövegképpel. Budapest, 1898. (150 darab az aranynyal jutalmazott pályamunka).
- Az árvédelmi füzesek telepítése és művelése. Budapest, 1900. (franciául: Budapest, 1903)
- Az akáczfa (Robinia Pseudacacia L.) ellenségei, betegségei és az ellenük való védekezés. Selmeczbánya, (1908)
- Az akácfa monográfiája (Budapest, 1911, franciául és németül is)
- Magyarország erdészete. Az erdészeti kísérletügy Magyarországon (Bund Károllyal, Selmecbánya, 1914)
- Erdészeti kísérletek (Selmecbánya, 1915)

Szerkesztette 1898-tól az Erdészeti Kísérletek című folyóiratot Budapesten.

## Emlékezete
- Nevét viseli Hámor főutcája.
- Gyöngyös-Mátrafüreden az erdészeti szakközépiskolát is róla nevezték el.
- Róla elnevezett forrás található a Bükkben, Hámortól nem messze.